# Thiếc(IV) iodide
Thiếc(IV) iodide, còn được gọi là stanic iodide, là hợp chất hóa học có công thức SnI4. Phân tử tứ diện này kết tinh thành một chất rắn màu cam sáng dễ hòa tan trong các dung môi không phân cực như benzen.
Hợp chất thường được điều chế bằng phản ứng của iod và thiếc:
Sn + 2I2 → SnI4
Hợp chất bị thủy phân trong nước. Trong dung dịch axit iodhydric, nó phản ứng tạo thành một ví dụ hiếm gặp của hexaiodometalat(IV):
SnI4 + 2I− → [SnI6]2−

## Hợp chất khác
SnI4 còn tạo một số hợp chất với NH3, như SnI4·3NH3 là chất rắn màu vàng, SnI4·4NH3, SnI4·6NH3 và SnI4·8NH3 đều là chất rắn màu trắng. Ba phức đầu tiên là các chất dễ bay hơi, bị phân hủy trong nước tạo ra amonia, amoni iodide và thiếc(IV) oxide. Phức octaamin không tan trong nước.